# Кіт Герінґтон
Крі́стофер Ке́йтсбі Ге́рінґтон (англ. Christopher Catesby 'Kit' Harington; нар. 26 грудня 1986, Лондон, Англія) — англійський актор театру, кіно та телебачення. Став відомим завдяки ролі Джона Сноу в телесеріалі «Гра престолів». Також зіграв головну роль у фільмі «Помпеї».

## Біографія

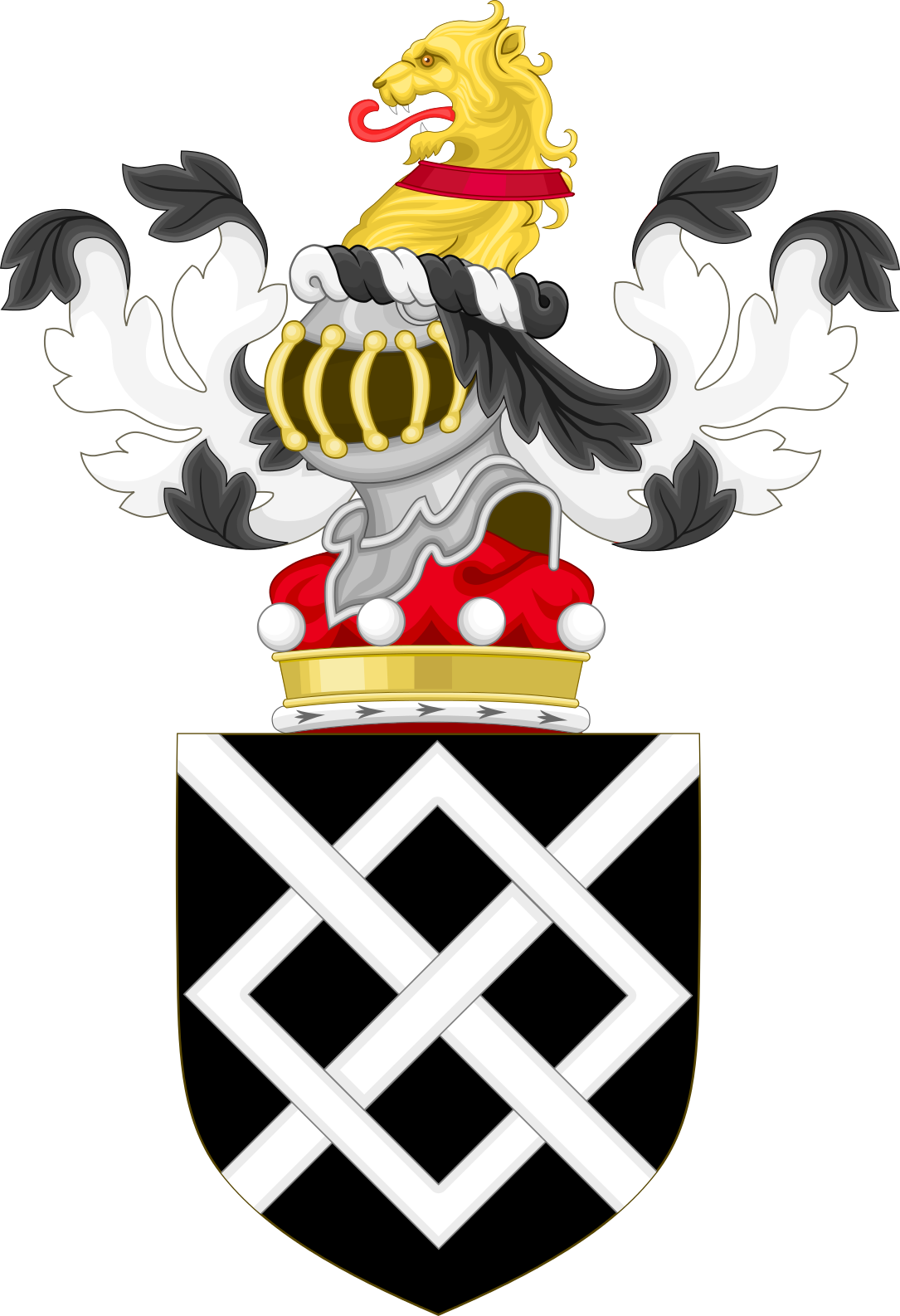
Родовий Герб Барона Крі́стофера Ке́йтсбі Герінґтона

Барон Крі́стофер Ке́йтсбі Герінґтон народився 26 грудня 1986 у Актоні, районі Лондона.
Серед його рідні є аристократи, рідний дядько по батькові, сер Ніколас — баронет. Мати Кіта — драматург, тому він з малих років закоханий в театр і саме в грі на сцені бачить своє майбутнє. Є нащадком Роберта Кейтсбі, лідера групи провінційних католиків, які планували провальну Порохову змову 1605 року проти короля Англії Якова I.
Навчався у Southfield Primary School з 1992 по 1998 рік. У 2008 закінчив Центральну школу сценічної мови та драматичного мистецтва, що працює в рамках Лондонського університету, в Лондоні, Англія.

## Кар'єра
Ще навчаючись у театральній школі, отримав роль Альберта в постановці Національного театру «Бойовий кінь». П'єса отримала дві нагороди «Олів'є» і принесла Герінґтону широке визнання. Пізніше він отримав роль у своїй другій п'єсі «Пош», похмурій ансамблевій комедії про чоловіків з вищого класу, які навчаються в Оксфордському університеті.
Після «Бойового коня» Герінґтон пройшов прослуховування і отримав свою першу телевізійну роль: Джон Сноу в серіалі «Гра престолів». Серіал дебютував у 2011 році з великим успіхом у критиків і був швидко продовжений на другий сезон.
Герінґтон отримав схвальні відгуки критиків за роль Сноу. У 2012 році був номінований на премію «Сатурн» як найкращий актор другого плану на телебаченні. У 2016 році був номінований на премію «Еммі» за кращу чоловічу роль другого плану в драматичному серіалі. У 2017 році Герінґтон став одним з найбільш високооплачуваних акторів на телебаченні, заробляючи 2 мільйони фунтів стерлінгів за оду серію «Гри престолів».
У 2013 році отримав першу головну роль у повнометражному фільмі, Герінґтон зіграв гладіатора Майло у картині Пола В. С. Андерсона «Помпеї» (2014). Зйомки розпочалися у 2013 році і проходили в Торонто та його околицях. Деякі сцени також були зняті в самому місті Помпеї. Того ж року Герінґтон озвучив Ерета у анімаційному фільмі «Як приборкати дракона 2» студії DreamWorks Animation.
Актор повернеться до цієї ролі також у третій частині.
В 2017 році вийшов історичний драматичний мінісеріал «Порохова змова», створений Kudos і Kit Harington's Thriker Films для BBC One. Серіал розповідає про те, як відбувалася Порохова змова 1605 року, під час якої католики в Англії намагалися підірвати будівлю парламенту з метою вбивства короля Якова I, який симпатизував протестантам, і привести до влади прихильника католицької церкви. Кіт зіграв свого предка та організатора Роберта Кейтсбі.
У серпні 2019 року Герінґтон приєднався до Кіновсесвіту Marvel на нерозголошену роль. Пізніше з'ясувалося, що це роль Дейна Вітмена у фільмі «Вічні» (2021).
У березні 2022 року Герінґтон зіграв головну роль у театральній постановці «Генріх V» у Donmar Warehouse.
У березні 2023 року знявся в серіалі «Екстраполяції» на Apple TV+.

## Особисте життя

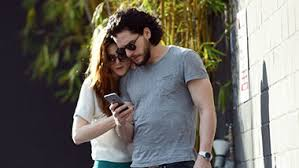
Роуз Леслі та Кіт Герінґтон

На зйомках «Гри престолів» у нього зав'язався роман з акторкою Роуз Леслі, представницею старовинного шотландського роду. Після п'яти років стосунків, у вересні 2017 року, вони оголосили про заручини. 23 червня 2018 року Кіт Герінгтон і Леслі Роуз одружилися. Церемонія відбулася в Шотландії, в замку XII століття — Вордгілл (Warthill Castle), в Абердинширі.
У лютому 2021 року у пари народився син. У липні 2023 року пара повідомила про народження доньки.

## Активізм
У 2018 році Кіт Герінґтон разом з іншими акторами серед яких Том Гіддлстон, Крістін Скотт Томас, Джеремі Айронс та Індіра Варма взяв участь в одноразовому благодійному гала-концерті, присвяченому житті та творчості Гарольда Пінтера. Захід З днем народження, Гарольде відбувся в лондонському театрі Гарольда Пінтера 10 жовтня і включав різноманітну програму творчості Пінтера. Виручені кошти надійшли до Amnesty International і Chance to Shine — двох улюблених благодійних організацій Пінтера.
У 2022 році актор під час Російського вторгнення в Україну знявся у ролику на підтримку українських біженців.

## Театр
Під час навчання в столиці Кіт із захопленням грав у студентських спектаклях.
| Роки      | Вистава                                                         | Роль             | Місце проведення                                                                          |
| --------- | --------------------------------------------------------------- | ---------------- | ----------------------------------------------------------------------------------------- |
| 2008—2009 | Бойовий кінь / War Horse                                        | Альберт Нарракот | Королівський національний театр та Театр Джилліан Лінн (колишній Новий лондонський театр) |
| 2010      | Шик / Posh                                                      | Ед Монтгомері    | Театр «Королівський двір» (Лондон)                                                        |
| 2015      | Голосування / The Vote                                          | Колін Гендерсон  | Театр «Склад Донмар» у Ковент-Гарден                                                      |
| 2016      | Трагічна історія життя і смерті доктора Фауста / Doctor Faustus | Фауст            | Театр Герцога Йоркського в Лондоні                                                        |
| 2018—2019 | Справжній Захід / True West                                     | Остін            | Театр водевіля у Вестмінстері                                                             |
| 2022      | Генріх V / Henry V                                              | Генріх V         | Театр Donmar Warehouse                                                                    |

## Фільмографія

### Кінофільми
| Рік  |    | Українська назва                 | Оригінальна назва                          | Роль                       |
| ---- | -- | -------------------------------- | ------------------------------------------ | -------------------------- |
| 2012 | ф  | Сайлент Хілл 2                   | Silent Hill: Revelation 3D                 | Вінсент                    |
| 2014 | ф  | Помпеї                           | Pompeii                                    | Майло                      |
| 2014 | мф | Як приборкати дракона 2          | How to Train Your Dragon 2                 | Ерет (голос)               |
| 2014 | ф  | Спогади про майбутнє             | Testament of Youth                         | поет Роланд Лейтон         |
| 2014 | ф  | Сьомий син                       | Seventh Son                                | Вільям Бредлі              |
| 2015 | ф  | Привиди: Краща доля              | Spooks: The Greater Good                   | Вілл Голловей              |
| 2016 | ф  | Пекло                            | Brimstone                                  | Семюел                     |
| 2018 | ф  | Смерть і життя Джона Ф. Донована | The Death and Life of John F. Donovan      | Джон Ф. Донован            |
| 2019 | мф | Як приборкати дракона 3          | How to Train Your Dragon: The Hidden World | Ерет (голос)               |
| 2021 | ф  | Вічні                            | The Eternals                               | Дейн Вітмен / Чорний лицар |
| 2022 | ф  |                                  | Baby Ruby                                  | Спенсер                    |
| 2023 | ф  |                                  | Blood for Dust                             | Рікі                       |
| 2024 | ф  |                                  | The Beast Within                           | Ной                        |
| 2025 | ф  | Вічне повернення                 | Eternal Return                             | Вергілій                   |
| 2025 | ф  | Жах                              | The Dreadful                               | Яго                        |

### Телебачення
| Рік       |     | Українська назва                  | Оригінальна назва    | Роль                                             |
| --------- | --- | --------------------------------- | -------------------- | ------------------------------------------------ |
| 2011—2019 | с   | Гра престолів                     | Game of Thrones      | Джон Сноу (63 епізоди)                           |
| 2015      | тф  | Сім днів у пеклі                  | 7 Days in Hell       | тенісист Чарльз Пул                              |
| 2017      | с   | Порохова змова                    | Gunpowder            | Роберт Кейтсбі (3 епізоди)                       |
| 2019      | с   | Суботнього вечора в прямому ефірі | Saturday Night Live  | гість (Епізод: "Kit Harington / Sara Bareilles") |
| 2020      | с   |                                   | Criminal: UK         | Алекс (Епізод: "Alex")                           |
| 2021      | с   | Сучасне кохання                   | Modern Love          | Майкл (Епізод: "Strangers on a (Dublin) Train")  |
| 2021      | док | Друзі: Возз'єднання               | Friends: The Reunion | гість                                            |
| 2023      | с   | Екстраполяції                     | Extrapolations       | Ніколас Білтон (4 епізоди)                       |
| 2024      | с   | Індустрія                         | Industry             | Генрі Мак (5 епізодів)                           |

### Відеоігри
| Рік  |    | Українська назва               | Оригінальна назва                        | Роль                |
| ---- | -- | ------------------------------ | ---------------------------------------- | ------------------- |
| 2014 | вг |                                | Game of Thrones: A Telltale Games Series | Джон Сноу           |
| 2016 | вг | Call of Duty: Infinite Warfare | Call of Duty: Infinite Warfare           | адмірал Сейлен Котч |

## Нагороди і номінації
| Рік  | Нагорода                   | Категорія                                                                       | Номінант / Робота | Результат | Прим.  |
| ---- | -------------------------- | ------------------------------------------------------------------------------- | ----------------- | --------- | ------ |
| 2011 | Scream Awards              | Best Ensemble (shared with the cast)                                            | «Гра престолів»   | Номінація | [ 29 ] |
| 2011 | Screen Actors Guild Awards | Outstanding Performance by an Ensemble in a Drama Series (shared with the cast) | «Гра престолів»   | Номінація | [ 30 ] |
| 2011 | IGN Award                  | Best TV Hero                                                                    | «Гра престолів»   | Номінація | [ 31 ] |
| 2011 | IGN People's Choice Award  | Best TV Hero                                                                    | «Гра престолів»   | Номінація | [ 31 ] |
| 2011 | Saturn Awards              | Best Supporting Actor on Television                                             | «Гра престолів»   | Номінація | [ 32 ] |
| 2012 | Golden Nymph Award         | Outstanding Actor in a Drama Series                                             | «Гра престолів»   | Номінація | [ 33 ] |
| 2013 | Young Hollywood Awards     | Actor of the Year                                                               | Кіт Герінґтон     | Перемога  | [ 34 ] |
| 2013 | Screen Actors Guild Awards | Outstanding Performance by an Ensemble in a Drama Series (shared with the cast) | «Гра престолів»   | Номінація | [ 35 ] |
| 2014 | Screen Actors Guild Awards | Outstanding Performance by an Ensemble in a Drama Series (shared with the cast) | «Гра престолів»   | Номінація | [ 36 ] |
| 2015 | Empire Award               | Empire Hero Award (shared with the cast)                                        | «Гра престолів»   | Перемога  | [ 37 ] |
| 2015 | Saturn Awards              | Best Supporting Actor on Television                                             | «Гра престолів»   | Номінація | [ 38 ] |
| 2015 | Screen Actors Guild Awards | Outstanding Performance by an Ensemble in a Drama Series (shared with the cast) | «Гра престолів»   | Номінація | [ 39 ] |
| 2016 | Primetime Emmy Awards      | Outstanding Supporting Actor in a Drama Series                                  | «Гра престолів»   | Номінація | [ 40 ] |
| 2016 | Critics' Choice Awards     | Best Supporting Actor in a Drama Series                                         | «Гра престолів»   | Номінація | [ 41 ] |
| 2016 | Screen Actors Guild Awards | Outstanding Performance by an Ensemble in a Drama Series (shared with the cast) | «Гра престолів»   | Номінація | [ 42 ] |
| 2016 | Saturn Awards              | Best Supporting Actor on Television                                             | «Гра престолів»   | Номінація | [ 43 ] |
| 2017 | Giffoni Film Festival      | Giffoni Experience Award                                                        | –                 | Перемога  | [ 44 ] |
| 2017 | Screen Actors Guild Awards | Outstanding Performance by an Ensemble in a Drama Series (shared with the cast) | «Гра престолів»   | Номінація | [ 45 ] |
| 2018 | Saturn Awards              | Best Supporting Actor on Television                                             | «Гра престолів»   | Номінація | [ 46 ] |
| 2019 | Golden Globe Awards        | Best Actor — Television Series Drama                                            | «Гра престолів»   | Номінація | [ 47 ] |
| 2019 | Primetime Emmy Awards      | Outstanding Lead Actor in a Drama Series                                        | «Гра престолів»   | Номінація | [ 48 ] |
| 2019 | Screen Actors Guild Awards | Outstanding Performance by an Ensemble in a Drama Series (shared with the cast) | «Гра престолів»   | Номінація | [ 49 ] |
| 2019 | Critics' Choice Awards     | Best Actor in a Drama Series                                                    | «Гра престолів»   | Номінація | [ 50 ] |
| 2019 | People's Choice Awards     | The Male TV Star of 2019                                                        | «Гра престолів»   | Номінація | [ 51 ] |
| 2019 | Saturn Awards              | Best Actor on Television                                                        | «Гра престолів»   | Номінація | [ 52 ] |